# Пєшкова Майя Лазарівна
Майя Лазаріївна Пєшкова (уроджена Давидович; 22 вересня 1946, Сороки, Молдавська РСР — 23 жовтня 2021, Москва, Росія) — російська журналістка, літературний критик, оглядач радіостанції «Ехо Москви».

## Біографія

### Ранні роки
Народилася 22 вересня 1946 року в Сороках у родині продавця хлібної крамниці, учасника німецько-радянської війни Лейзера Давидовича Давидовича (1901—1979) та касирки-приймальниці у взуттєвій майстерні Етлі Гершовни Давидович (1907—19 У сім'ї був також старший брат Рувен Лейзерович Давидович (нар.. 1930), доктор хімічних наук, професор та завідувач лабораторії хімії рідкісних металів, головний науковий співробітник Інституту хімії Далекосхідного відділення РАН (Владивосток) . Закінчила школу зі срібною медаллю, а також хімічний факультет Кишинівського державного університету .

### Робота та творча діяльність
Трудову діяльність розпочала в 17-річному віці, займалася перекладами математичної літератури з англійської мови, пізніше синхронними перекладами з їдишу . З початку 1970-х і до початку 1990-х років працювала в Інституті загальної та неорганічної хімії імені М. С. Курнакова.
У другій половині 1980-х років здобула другу вищу освіту — поліграфічну. У 1992 році почала працювати на радіостанції "Ехо Москви ": була автором програм «Не минулий час» (про людей та події минулих днів), «Книжкове казино» (про книжкові новинки), «Дитячий майданчик», «Титульний лист», «Книги та довкола». У співавторстві з Юрієм Буслаєвим випустила платівку «Срібні брязкальця» про життя та творчість Марини Цвєтаєвої . Останній ефір на «Ехо Москви» провела 12 вересня 2021 року.

### Смерть
Померла 23 жовтня 2021 року в Москві внаслідок захворювання на COVID-19 . Похована у Балашисі 27 жовтня .

## Нагороди та звання
- Срібна медаль Олександра Блока (2006)
- Подяка Федерального агентства з друку та масових комунікацій (2007)[11]
- Премія імені Артема Боровика у номінації «Радіо» (2010)[12][13]
- Премія « Книжковий черв'як» (2018)